# Carnegie Hall
La Carnegie Hall  è una sala da concerto situata a New York, negli Stati Uniti.
È considerata una delle più importanti sale da concerto di musica classica e leggera al mondo.

## Storia e descrizione
Situata a New York nella 7th Avenue, fu fatta costruire nel 1890 dall'imprenditore e filantropo Andrew Carnegie. È composta da tre sale: l'Isaac Stern Auditorium (2804 posti), la Zankel Hall (599 posti) e la Weill Recital Hall (268 posti). La Carnegie Hall gode di una propria programmazione artistica che presenta circa cento spettacoli per stagione. Non ha una compagnia residente, anche se la New York Philharmonic vi ha risieduto stabilmente fino al 1962.

## Artisti esibitisi alla Carnegie Hall
Alla Carnegie Hall si sono esibiti innumerevoli artisti celebri a livello internazionale, fra cui Ryan Adams, Guilherme Arantes, Louis Armstrong, Charles Aznavour, Count Basie, Shirley Bassey, i Beach Boys, i Beatles, Harry Belafonte, David Bowie, Dave Brubeck, Lenny Bruce, i Buena Vista Social Club, Maria Callas, i Chicago, Jesse Clegg, Gal Costa, Dalida, Roger Daltrey, Billy Eckstine, Duke Ellington, Keith Emerson (con The Nice), Ella Fitzgerald, Florence Foster Jenkins, Judy Garland, Dizzy Gillespie, Karel Gott, Yvette Guilbert, Billie Holiday, Whitney Houston, i James Gang, Jay-Z, i Jethro Tull, Elton John, Sissieretta Jones, Alicia Keys, Cleo Laine, i Led Zeppelin, Gordon Lightfoot, Maureen McGovern, Sergio Mendes (con Lani Hall e Bibi Vogel come coriste), Glenn Miller, Nelson Ned (invitato addirittura quattro volte), Edith Piaf, i Pink Floyd, Paul Robeson, i Rolling Stones, Andrés Segovia, Don Shirley, Nina Simone, Bruce Springsteen, Frank Sinatra, Ike & Tina Turner, Stevie Ray Vaughan, Sting, Caetano Veloso, Violetta Villas, Lars Vogt, Fats Waller, Dionne Warwick, Bill Withers, Stevie Wonder, Tammy Wynette e Neil Young.
Fra gli artisti italiani esibitisi alla Carnegie Hall si ricordano in particolare Aramirè, Renzo Arbore, Carlo Bergonzi, Orietta Berti, Andrea Bocelli, Renato Carosone, Fiorenza Cossotto, Milva, Luciano Pavarotti, Rita Pavone, Cesare Siepi, Luciano Tajoli e Iva Zanicchi.

## Prime esecuzioni mondiali alla Carnegie Hall
- Sinfonia n. 9, op. 95, "Dal nuovo mondo" di Antonín Dvořák - 16 dicembre 1893, New York Philharmonic, Anton Seidl direttore
- Sinfonia Domestica di Richard Strauss - 21 marzo 1904, Richard Strauss direttore
- Concerto in fa di George Gershwin - 3 dicembre 1925, New York Symphony Orchestra, George Gershwin pianoforte, Walter Damrosch direttore
- Un americano a Parigi di George Gershwin - 13 dicembre 1928, New York Philharmonic, Walter Damrosch direttore
- Variazioni su un tema di Corelli di Sergej Rachmaninov - 7 novembre 1931, Sergej Rachmaninov piano
- Density 21.5 di Edgard Varèse - 16 febbraio 1936, Georges Barrère flauto
- Contrasts di Béla Bartók - 9 gennaio, 1939, Benny Goodman clarinetto, Joseph Szigeti violino, Endre Petri pianoforte
- Chamber Symphony No. 2, op. 38 di Arnold Schönberg - 15 dicembre 1940, New Friends of Music, Fritz Stiedry direttore
- New World A-Comin'  di Duke Ellington - 11 dicembre 1943, Duke Ellington e la sua Orchestra
- Metamorfosi sinfoniche su temi di Weber di Paul Hindemith - 20 gennaio 1944, New York Philharmonic, Artur Rodziński direttore
- Ode a Napoleone Buonaparte, op. 41 di Arnold Schönberg - 23 novembre 1944, New York Philharmonic, Artur Rodziński direttore
- Sinfonia in tre movimenti di Igor' Fëdorovič Stravinskij - 24 gennaio 1946, New York Philharmonic, Igor' Fëdorovič Stravinskij direttore
- Ebony Concerto di Igor' Fëdorovič Stravinskij - 25 marzo 1946, Woody Herman e la sua orchestra, Walter Hendl direttore
- Sinfonia n. 3 di Charles Ives - 5 aprile 1946, New York Little Symphony, Lou Harrison direttore, nella Carnegie Chamber Music Hall (ora conosciuta come Weill Recital Hall)
- Hymne pour grande orchestra (Hymne au Saint Sacrament) di Olivier Messiaen - 13 marzo 1947, New York Philharmonic, Leopold Stokowski direttore
- Sinfonia n. 2 di Charles Ives - 22 febbraio 1951, New York Philharmonic, Leonard Bernstein direttore
- Symphony of the Air - 18 novembre 1956- Joseph Alfidi
- Sinfonia n. 4 di Charles Ives - 26 aprile 1965, American Symphony Orchestra, Leopold Stokowski direttore
- Evocations per Orchestra di Carl Ruggles - 2 febbraio 1971, National Orchestral Association, John Perras direttore
- Concerto per Oboe e Orchestra di John Corigliano - 9 novembre 1975, American Symphony Orchestra, Bert Lucarelli oboe, Akiyama Kazuyoshi direttore
- Concerto per pianoforte No. 1 di Milton Babbitt - 19 gennaio 1986, American Composers Orchestra, Alan Feinberg piano, Charles Wuorinen direttore
- Sinfonia n. 6 "Plutonian Ode" per soprano e orchestra di Philip Glass, testo di Allen Ginsberg - 3 febbraio 2002, American Composers Orchestra, Lauren Flanigan soprano, Dennis Russell Davies direttore
- American Berserk di John Adams - 25 febbraio 2002, Garrick Ohlsson piano
- Women at an Exhibition per orchestra da camera, elettronica e video di Randall Woolf - 17 novembre 2004, American Composers Orchestra, Steven Sloane direttore, video di Mary Harron e John C. Walsh
- Concerto per fiati "Some Other Blues" di Daniel Schnyder - 8 febbraio 2005, Orpheus Chamber Orchestra

## Nei media
- Viene ripresa internamente in una scena del film Mamma, ho riperso l'aereo: mi sono smarrito a New York (1992).
- Il violinista Isaac Stern racconta la storia della Carnegie Hall a Meryl Streep nel film La musica del cuore di Wes Craven (1999).
- La Carnegie Hall viene nominata nel film  Danny the Dog (2005).
- La Carnegie Hall è nominata in una celebre scena del film Bastardi senza gloria di Quentin Tarantino (2009).
- La Carnegie Hall compare nel film Florence (2016).
- Viene ripresa nel film Green Book (2018).
- La Carnegie Hall compare più volte nel film Maestro di Bradley Cooper (2023).